# Rhinocola eugeniae
Rhinocola eugeniae är en insektsart som beskrevs av Jean-Jacques Kieffer och Herbst 1911. Rhinocola eugeniae ingår i släktet Rhinocola och familjen rundbladloppor. Inga underarter finns listade i Catalogue of Life.